# آبیا د لاس ترس
آبیا د لاس ترس (به اسپانیایی: Abia de las Torres) یک شهرستان در اسپانیا است که در استان پالنسیا واقع شده‌است.

## خصوصیات
آبیا د لاس ترس ۲۷ کیلومترمربع مساحت و ۱۸۶ نفر جمعیت دارد.